# Amorphophallus brevispathus
Amorphophallus brevispathus är en kallaväxtart som beskrevs av François Gagnepain. Amorphophallus brevispathus ingår i släktet Amorphophallus och familjen kallaväxter. Inga underarter finns listade.